# 飓风伊娃
飓风伊娃（英語：Hurricane Iwa）的名字取自军舰鸟在夏威夷语中的读法，它是当时袭击夏威夷的飓风中，造成损失最多的。伊娃是1982年太平洋飓风季的第23个风暴和最后一个飓风。伊娃源于一道靠近赤道的低压槽，它不规则地向北移动。11月23日，它受到强烈的高空急流的影响开始加速向东北移动，并加强为一飓风。当地时间11月23日,伊娃以145km/h的巅峰强度在距考艾岛40千米处略过。次日，它在夏威夷东北方转化为温带气旋。
飓风所带来的强风（160km/h）和大浪（9米高）对考艾岛、尼豪岛、瓦胡岛造成了严重破坏。自1959年夏威夷州建立以来，伊娃是第一个影响该州的重要飓风。伊娃严重破坏或损毁了2345栋建筑，其中包括1927间房屋，使55人无家可归。整个夏威夷州的损失高达3.12亿美元（1982年，7.62亿美元，2014年）。1人在大浪中溺死，并间接导致3人死亡。

## 气象历史
11月中旬，一道非常活跃的低压槽沿赤道维持，为东经140至西经140之间的区域带来对流和西风。11月18日，巴尔米拉环礁附近生成一个有组织的环流,它持续发展并向西移动。虽然是飓风季末，但由于受到多年来最强的一次厄尔尼诺影响，夏威夷以南的海水偏暖，该热带扰动于11月19日在距离夏威夷最南端1760千米处加强为热带风暴伊娃。伊娃生成后维持热带风暴强度，并向北移动。在转向东北之后，伊娃开始缓慢加强。11月23日，伊娃转向东北偏北方向并在夏威夷最南端930千米处加强为一飓风。
成为飓风后不久，伊娃受到北侧强烈高空急流的影响开始加速向东北方向移动。伊娃受惠于大量水汽和大气不稳定度和良好的高空流出持续增强。11月23日，伊娃达到巅峰强度145千米/小时,其移速增至48至64千米/小时。伊娃于当地时间11月23日在考艾岛以北擦过。风暴的右半圆扩展至考艾岛和瓦胡岛，岛上阵风达到161至193千米/小时。略过夏威夷群岛后，伊娃的对流逐渐减弱并慢慢失去热带性。11月24日，伊娃减弱为热带风暴。11月25日，伊娃在夏威夷东北965千米处变性为温带气旋。

## 影响

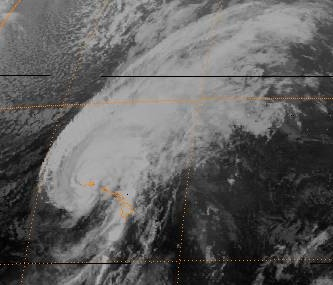
11月24日，飓风伊娃正通过考艾岛以北

飓风伊娃在考艾岛和瓦胡岛产生了高达193km/h的阵风。该飓风加速向东北移动，由此加强了风力，导致了风暴潮由风暴中心扩展至整个夏威夷群岛。在考艾岛南岸，风暴潮高达2米，深入内陆达275米。此次洪水规模超百年一遇。怀尼哈1086站点测得最大降雨量516毫米。在瓦胡岛，可能发生了与飑线有关的龙卷风。瓦胡岛沿岸海浪高达3米 ，考艾岛南部海浪高达9米。
风暴吹袭期间，5800人从岸边撤离到临时避难所。在考艾岛南岸，巨浪击沉了或毁坏了几艘小船。在艾伦港，45艘船中有44艘沉没。飓风在波伊普度假区造成最为严重的破坏，在那里，巨浪摧毁或严重破坏了数间没有保护的高档酒店和公寓。在利胡埃机场，有数架小型飞机受损，包括有几架倾覆。在岛上，强风破坏了一些建筑物，包括考艾岛最古老的教堂。另外，强风破坏了银行的屋顶。强风最初使全岛电力中断。56号公路被倒下的电话线杆阻断，居民被迫在土路上开车。红藤路本是作为农民运甜菜用。上涨的水冲毁了沿岸边的几条路。强风摧毁了岛上几乎所有的番木瓜树和榕树。飓风严重破坏了1907间房屋，另有2983间房屋遭到轻度破坏，并使岛上八分之一的房屋无法居住。
巨浪使美国海军驱逐舰USS Goldsborough DDG-20 上的一人撞上柱子身亡，同时舰上有4人受伤，其中一人从港口被冲到了3千米以外。在飓风到来前，约一千人从沿岸低地转移到避难所。
巨浪破坏了6条瓦胡岛与考艾岛之间的深海通信光缆，其中4条被摧毁。在瓦胡岛，强风和海浪在西南海岸（那那库里和马卡哈之间）。在威基基海滩，巨浪将沙子冲上道路，停在地下车库的汽车也受淹。最严重的风毁出现在有南落山风的地方。在火奴鲁鲁，强风破坏了几架道格拉斯DC-3飞机。在檀香山国际机场，烈风击碎了部分玻璃，导致数名旅客受伤。多架飞机因飓风延误，同时，多个州际机场临时关闭。飓风的吹袭导致至少6391间房屋、21家酒店和2栋公寓受损。 此外有418栋建筑包括30间商务楼被摧毁。
海浪破坏在整个夏威夷群岛都有报告。120人因伤接受治疗，大多是轻微伤。整个夏威夷大约有500人无家可归。尼豪岛也遭到严重破坏，一项空中调查表明有20间房屋被摧毁，另有160间受损，岛上226位居民均受影响，但无人受伤。在当时，伊娃是在夏威夷造成损失最多的风暴，共造成3.12亿美元的损失。(1982 USD, $9.85億 2025 USD).

## 灾后
飓风伊娃过后3天，州长有吉良一宣布考艾岛和尼豪岛为灾区，并开始签署联邦救灾宣言。11月28日，里根总统宣布考艾岛，尼豪岛，瓦胡岛为灾区。声明将联邦救灾基金用于救助受影响的居民。夏威夷州教育部无限期地决定关闭所有学校。
数千名夏威夷人在没有电力的情况下用烤架和熏烟器烤火鸡来庆祝感恩节。陆军和空军飞机向20000名避难者提供了定量的感恩节食物。美国政府也空运数台发电机至考艾岛。一星期之后，抢险人员修复了瓦胡岛主要地区的电力，同时考艾岛上仍有5000人没有电。一个月之后，全岛供电恢复。所有道路也被清理干净。一名25岁的步兵在灾后清理时死亡。2人因红绿灯故障而引发交通事故死亡。飓风过后，波伊普地区重新建设。在那里，洪水曾深入内陆数百米。10年后，飓风伊尼基吹袭考艾岛。官方估计若有一相同飓风吹袭瓦胡岛会造成75亿美元的损失。

### 除名
中太平洋飓风中心将“伊娃”除名，由“伊欧”代替。由于中太平洋飓风不活跃，“伊欧”暂时未被使用。“伊娃”是自20世纪80年代初开始使用夏威夷名字命名后第一个被除名的名字，至2007年，它仍是仅有的4个除名名字中的一个。